# 避難命令
避難命令（ひなんめいれい）は、地震、津波、台風などの自然災害や原子力災害等が発生し、当該地域に重大な危険が迫っている場合に発令する命令ではあるが、日本の法規上では避難命令は存在せず、避難指示の語が用いられている。

## 日本の場合
災害対策基本法第60条において、警戒レベル4の「避難指示」、警戒レベル5の「緊急安全確保」といった用法は存在するが、「命令」の語は用いられていない。
避難指示（以前の勧告も含まれる）は必ず安全な場所に避難する義務はあるが、避難とは災いや難から避けることであり、在宅による垂直避難も避難指示に含み、避難場所や避難所に行くことだけが避難ではないことや、避難指示が出された区域内に避難が不要な地区が含まれているなど、避難指示に強制力はなく、指示等に応じない場合の罰則は特に定められていない。
その一方、同法第63条に基づき「警戒区域」が指定され、かつ当該区域からの強制退去が命じられた場合等（事実上の避難命令）には罰則があり、違反者には10万円以下の罰金または拘留が課される（同法第116条1項2号）。
災害対策基本法制定以前、また第二次世界大戦以前から、避難命令という言葉の使用例はある。1990年代までは新聞記事上でも避難指示より「避難命令」の方が用例が多いという調査もあり、法律的には正確ではないが命令口調で指示を行うことが緊急性を伝えやすく、また話し言葉としても多用されていたと考えられる。1990年代以降に逆転した背景には、1991年雲仙普賢岳の噴火災害において、避難勧告地域内で死者を出した6月3日の火砕流以降は警戒区域が設定され、立ち入りが禁止された警戒区域での強制退去が避難命令と同一視されたことや、2005年の避難準備情報新設により用語の正確な使い分けの重要性が増したことなどが挙げられる。
なお、2011年の東日本大震災では、茨城県東茨城郡大洗町が防災行政無線において独自に「緊急避難命令、緊急避難命令。大至急高台に避難せよ！」などといった命令調の文言で避難を呼びかけた（命じた）ことで世間の注目を集めた。

## 日本国外の場合
法律上「避難命令」が存在する国では、一般的に避難命令が発令された場合、当該区域に居住・滞在している全ての市民は必ず避難しなければいけない。また、この避難命令には強制力があり、命令を無視する場合は身柄を拘束（逮捕）の上で強制避難させる事もでき、さらに罰則が科せられる場合もある（要するに避難命令に反すれば犯罪である）。